# Милатовићи
Милатовићи су насеље у Србији у општини Лучани у Моравичком округу. Према попису из 2022. било је 488 становника.

## Демографија
У насељу Милатовићи живи 636 пунолетних становника, а просечна старост становништва износи 45,4 година (44,6 код мушкараца и 46,1 код жена). У насељу има 246 домаћинстава, а просечан број чланова по домаћинству је 3,09.
Ово насеље је великим делом насељено Србима (према попису из 2002. године).
|  |

| Демографија | Демографија | Демографија |
| Година      | Становника  | Становника  |
| ----------- | ----------- | ----------- |
| 1948.       | 1.193       |             |
| 1953.       | 1.257       |             |
| 1961.       | 1.275       |             |
| 1971.       | 1.189       |             |
| 1981.       | 1.082       |             |
| 1991.       | 879         | 870         |
| 2002.       | 760         | 762         |
| 2011.       | 625         |             |

| Етнички састав према попису из 2002.‍ | Етнички састав према попису из 2002.‍ | Етнички састав према попису из 2002.‍ | Етнички састав према попису из 2002.‍ | Етнички састав према попису из 2002.‍ |
| ------------------------------------ | ------------------------------------ | ------------------------------------ | ------------------------------------ | ------------------------------------ |
|                                      |                                      |                                      |                                      |                                      |
| Срби                                 | Срби                                 |                                      | 757                                  | 99,60%                               |
| Црногорци                            | Црногорци                            |                                      | 1                                    | 0,13%                                |
| непознато                            | непознато                            |                                      | 2                                    | 0,26%                                |

| Година пописа     | 1948. | 1953. | 1961. | 1971. | 1981. | 1991. | 2002. |
| ----------------- | ----- | ----- | ----- | ----- | ----- | ----- | ----- |
| Број домаћинстава | 208   | 223   | 261   | 274   | 277   | 265   | 246   |

| Број чланова      | 1  | 2  | 3  | 4  | 5  | 6  | 7  | 8 | 9 | 10 и више | Просек |
| ----------------- | -- | -- | -- | -- | -- | -- | -- | - | - | --------- | ------ |
| Број домаћинстава | 53 | 76 | 33 | 30 | 22 | 13 | 10 | 5 | 3 | 1         | 3,09   |

| Пол    | Укупно | Неожењен/Неудата | Ожењен/Удата | Удовац/Удовица | Разведен/Разведена | Непознато |
| ------ | ------ | ---------------- | ------------ | -------------- | ------------------ | --------- |
| Мушки  | 327    | 88               | 214          | 19             | 6                  | 0         |
| Женски | 328    | 30               | 213          | 78             | 5                  | 2         |
| УКУПНО | 655    | 118              | 427          | 97             | 11                 | 2         |

| Пол    | Укупно                    | Пољопривреда, лов и шумарство | Рибарство                            | Вађење руде и камена | Прерађивачка индустрија       |
| ------ | ------------------------- | ----------------------------- | ------------------------------------ | -------------------- | ----------------------------- |
| Мушки  | 181                       | 137                           | 0                                    | 0                    | 23                            |
| Женски | 101                       | 78                            | 0                                    | 0                    | 9                             |
| УКУПНО | 282                       | 215                           | 0                                    | 0                    | 32                            |
| Пол    | Производња и снабдевање   | Грађевинарство                | Трговина                             | Хотели и ресторани   | Саобраћај, складиштење и везе |
| Мушки  | 0                         | 0                             | 5                                    | 2                    | 6                             |
| Женски | 0                         | 0                             | 0                                    | 0                    | 0                             |
| УКУПНО | 0                         | 0                             | 5                                    | 2                    | 6                             |
| Пол    | Финансијско посредовање   | Некретнине                    | Државна управа и одбрана             | Образовање           | Здравствени и социјални рад   |
| Мушки  | 0                         | 2                             | 2                                    | 1                    | 2                             |
| Женски | 0                         | 0                             | 1                                    | 7                    | 5                             |
| УКУПНО | 0                         | 2                             | 3                                    | 8                    | 7                             |
| Пол    | Остале услужне активности | Приватна домаћинства          | Екстериторијалне организације и тела | Непознато            | Непознато                     |
| Мушки  | 0                         | 0                             | 0                                    | 1                    | 1                             |
| Женски | 1                         | 0                             | 0                                    | 0                    | 0                             |
| УКУПНО | 1                         | 0                             | 0                                    | 1                    | 1                             |